# 加藤淳也 (サッカー選手)
加藤 淳也（かとう じゅんや、1989年8月29日 - ） は、東京都練馬区出身の元プロサッカー選手。現役時代のポジションはフォワード（FW）。

## 来歴
FC東京の下部組織出身。2003年の日本クラブユースサッカー選手権では決勝点を挙げ、FC東京U-15の全国優勝に貢献し、その活躍が認められJFAエリートプログラムや日本代表に選出。その後、流通経済大学へ進学。
2012年に大学を卒業し、インドプロサッカーリーグのシムラー・ヤングスFC (en) でプレーする。第2節KGFアカデミー (en) 戦で初得点を挙げた。
引退後はスポーツ選手の資産形成やセカンドキャリアサポート事業を立ち上げた後、一般企業に就職している。

## 所属クラブ
ユース経歴
- ウエストFC（練馬区）
- 2002年 - 2004年 FC東京U-15/FC東京U-15深川（練馬区立大泉西中学校）
- 2005年 - 2007年 FC東京U-18（東京都立板橋高等学校[5]）
- 2008年 - 2011年 流通経済大学サッカー部

プロ経歴
- 2012年 - 2013年   シムラー・ヤングスFC (en)

## 個人成績
| 2008   | 流経大     |        | JFL     |                      |          | 0          | 0          |          |          |
| 2009   | ドラゴンズ | 23     | 関東1部 |                      |          | 0          | 0          |          |          |
| 2010   | 流経大     | -      | 他      | -                    | -        | 0          | 0          | 0        | 0        |
| 2011   | 流経大     | 11     | 関東1部 | 10                   | 0        | -          | -          | 2        | 0        |
| インド | インド     | インド | インド  | リーグ戦             | リーグ戦 | オープン杯 | オープン杯 | 期間通算 | 期間通算 |
| 2012   | シムラー   | 11     | 2部     | 25                   | 9        |            |            |          |          |
| 通算   | 日本       | 日本   | JFL     | \|\|\|\|\|\|\|\|\|\| |          |            |            |          |          |
| 通算   | 日本       | 日本   | 関東1部 | \|\|\|\|\|\|\|\|\|\| |          |            |            |          |          |
| 通算   | インド     | インド | 2部     | \|\|\|\|\|\|\|\|\|\| |          |            |            |          |          |
| 総通算 | 総通算     | 総通算 | 総通算  | \|\|\|\|\|\|\|\|\|\| |          |            |            |          |          |

## タイトル
- 日本クラブユースサッカー選手権 (U-15)大会 (2003年)
- サニックス杯国際ユースサッカー大会 (2007年)
- Jリーグユース選手権大会 (2007年)
- 関東大学サッカーリーグ戦 (2008年、2009年)

## 代表歴
- 2004年 U-15日本代表 国際トーナメントFrigora
- 2005年 U-16日本代表